# Comuna Coțofenii din Dos, Dolj
Coțofenii din Dos este o comună în județul Dolj, Oltenia, România, formată din satele Coțofenii din Dos (reședința), Mihăița și Potmelțu.

## Demografie
Componența etnică a comunei Coțofenii din Dos
     Români (94,07%)
     Alte etnii (1,19%)
     Necunoscută (4,75%)
Componența confesională a comunei Coțofenii din Dos
     Ortodocși (94,29%)
     Alte religii (0,46%)
     Necunoscută (5,25%)
Conform recensământului efectuat în 2021, populația comunei Coțofenii din Dos se ridică la 2.191 de locuitori, în scădere față de recensământul anterior din 2011, când fuseseră înregistrați 2.337 de locuitori. Majoritatea locuitorilor sunt români (94,07%), iar pentru 4,75% nu se cunoaște apartenența etnică. Din punct de vedere confesional, majoritatea locuitorilor sunt ortodocși (94,29%), iar pentru 5,25% nu se cunoaște apartenența confesională.

## Politică și administrație
Comuna Coțofenii din Dos este administrată de un primar și un consiliu local compus din 11 consilieri. Primarul, Ion Dina[*], de la Partidul Social Democrat, este în funcție din octombrie 2020. Începând cu alegerile locale din 2024, consiliul local are următoarea componență pe partide politice:
|  | Partid                          | Consilieri | Componența Consiliului | Componența Consiliului | Componența Consiliului | Componența Consiliului | Componența Consiliului | Componența Consiliului | Componența Consiliului |
|  | ------------------------------- | ---------- | ---------------------- | ---------------------- | ---------------------- | ---------------------- | ---------------------- | ---------------------- | ---------------------- |
|  | Partidul Social Democrat        | 7          |                        |                        |                        |                        |                        |                        |                        |
|  | Partidul Național Liberal       | 2          |                        |                        |                        |                        |                        |                        |                        |
|  | Alianța pentru Unirea Românilor | 1          |                        |                        |                        |                        |                        |                        |                        |
|  | Forța Dreptei                   | 1          |                        |                        |                        |                        |                        |                        |                        |